# CS-Cipher
Meilleure cryptanalyse
Aucune faiblesse connue.
CS-Cipher est un algorithme de chiffrement par bloc inventé par Jacques Stern et Serge Vaudenay en 1998.
Il utilise une clé entre 0 et 128 bits (la longueur doit être un multiple de 8 bits). Par défaut, le chiffrement utilise une clé de 128 bits. Il travaille sur des blocs de 64 bits via un réseau de Feistel et une architecture similaire à SAFER. Ce chiffrement a été optimisé pour des processeurs 8 bits. 